# Ismaël Boulliau
Ismaël Boulliau, latiniserat Bullialdus, född 25 september 1605 i Loudun, död 25 november 1694 i Paris, var en fransk astronom.
Boulliau var en av de första, som observerade den variabla stjärnan Mira, vars medelperiod han även bestämde till 333 dagar. Dessa undersökningar publicerade han 1667 i skriften Ism. Bullialdi ad astronomos monita duo... Han uppträdde i sin lärobok Astronomia philolaica (1645) såsom en förkämpe för den kopernikanska teorin gentemot den keplerska.

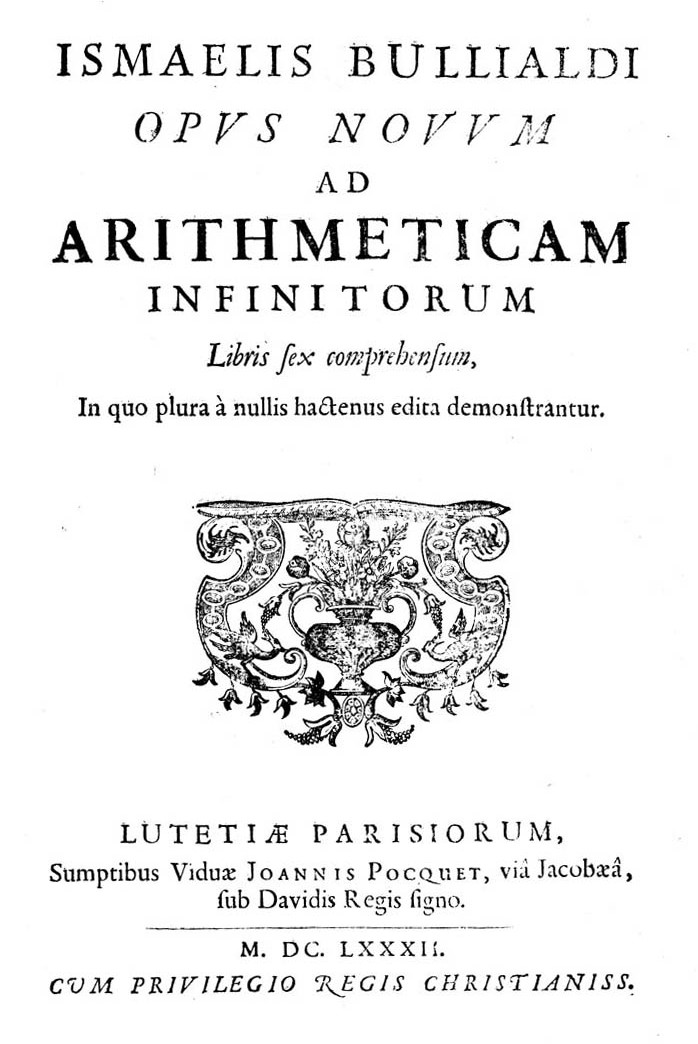
Opus novum ad arithmeticam infinitorum libris sex comprehensum, 1682